# Canton de Gisors
Le canton de Gisors est une circonscription électorale française située dans le département de l'Eure et la région Normandie.

## Histoire
Le canton de Gisors a été créé en 1790.
Un nouveau découpage territorial de l'Eure (département) entre en vigueur à l'occasion des élections départementales de mars 2015, défini par le décret du 25 février 2014, en application des lois du 17 mai 2013 (loi organique 2013-402 et loi 2013-403). Les conseillers départementaux sont, à compter de ces élections, élus au scrutin majoritaire binominal mixte. Les électeurs de chaque canton élisent au Conseil départemental, nouvelle appellation du Conseil général, deux membres de sexe différent, qui se présentent en binôme de candidats. Les conseillers départementaux sont élus pour 6 ans au scrutin binominal majoritaire à deux tours, l'accès au second tour nécessitant 12,5 % des inscrits au 1er tour. En outre la totalité des conseillers départementaux est renouvelée. Ce nouveau mode de scrutin nécessite un redécoupage des cantons dont le nombre est divisé par deux avec arrondi à l'unité impaire supérieure si ce nombre n'est pas entier impair, assorti de conditions de seuils minimaux. Dans l'Eure, le nombre de cantons passe ainsi de 43 à 23. Le nombre de communes du canton de Gisors passe de 18 à 34.
Le nouveau canton de Gisors est formé de communes des anciens cantons de Gisors (14 communes) et de Étrépagny (20 communes). Le bureau centralisateur est situé à Gisors.

## Géographie
Ce canton est organisé autour de Gisors dans l'arrondissement des Andelys. Son altitude varie de 34 m (Guerny) à 195 m (Bouchevilliers) pour une altitude moyenne de 88 m.

## Représentation

### Conseillers généraux de 1833 à 2015
| Période | Période      | Identité                                                         | Étiquette             | Qualité |
| ------- | ------------ | ---------------------------------------------------------------- | --------------------- | --- |
| 1833    | 1842         | André Alexandre Le Grand                                         |                       | Maire de Mouflaines |
| 1842    | 1848         | André Alexandre Legrand fils                                     |                       | Maire de Guitry, conseiller d'arrondissement du canton d'Écos |
| 1848    | 1871         | Comte Frédéric de Lagrange                                       | Centre droit          | Propriétaire à Dangu, Neaufles-sur-Risle et Courcelles-lès-Gisors Député du Gers (1849-1851, 1852-1870) |
| 1871    | 1883         | Baron Olivier Claude Augustin Poullain de Saint-Foix (1832-1894) | Droite monarchiste    | Secrétaire d'Ambassade; Ministre Plénipotentiaire de France au Mexique Propriétaire à Authevernes |
| 1883    | 1913 (décès) | Louis Passy                                                      | Républicain rallié    | Archiviste paléographe, propriétaire à Gisors Sous-secrétaire d'Etat (1874-1877) Député (1871-1913) |
| 1913    | 1925         | Rémy Heubert                                                     | Rad.                  | Rentier, ancien agriculteur, conseiller municipal de Gisors Président d'honneur du Comité régional de l'Eure de la Fédération d'éducation physique et de préparation militaire de l'Arrondissement des Andelys |
| 1925    | 1940         | Albert Forcinal                                                  | PRS puis USR          | Industriel faïencier à Gisors Député (1928-1942) |
|         |              |                                                                  |                       | |
| 1943    | 1945         | Raymond Marchandin                                               |                       | Ancien lieutenant au centre de mobilisation d'infanterie Professeur d'E.P.S., maire de Gisors Nommé conseiller départemental en 1943                                                                           |
|         |              |                                                                  |                       | |
| 1945    | 1951         | Albert Forcinal                                                  | UDSR puis Rad.        | Industriel faïencier Maire de Gisors (1945-1953) Député (1928-1942 et 1945-1955) Secrétaire d'État (octobre-novembre 1947)                                                                                     |
| 1951    | 1958         | Raymond Marchandin                                               | Rad.                  | Ancien lieutenant au centre de mobilisation d'infanterie Professeur d'E.P.S., maire de Gisors |
| 1958    | 1976 (décès) | Albert Forcinal                                                  | RGR puis DVG puis PSU | Ancien député (1945-1955) |
| 1976    | 2015         | Marcel Larmanou                                                  | PCF                   | Instituteur Maire de Gisors de 1971 à 2014 Président de la Communauté de communes Gisors-Epte-Lévrière (jusqu'en 2014)                                                                                         |

### Conseillers d'arrondissement (de 1833 à 1940)
Le canton de Gisors avait deux conseillers d'arrondissement. 
| Période                                  | Période      | Identité                                                       | Étiquette   | Qualité |
| ---------------------------------------- | ------------ | -------------------------------------------------------------- | ----------- | --- |
| 1833                                     | 1848         | François Désiré Mignot (1787-1850)                             |             | Propriétaire à Vesly, maire de Boisemont                                                                    |
| 1833                                     | 1848         | Jean Ambroise Rouget (1774-1857)                               |             | Propriétaire, cultivateur, maire de Chauvincourt puis adjoint au maire de Gisors                            |
|                                          |              |                                                                |             | |
| 1852                                     | 1871         | Amand-Casimir Thierry                                          |             | Banquier, maire de Gisors                                                                                   |
| 1871                                     |              | M. de Briey (1833-1896)                                        |             | Propriétaire à Bazincourt-sur-Epte                                                                          |
| 1871                                     | 1887 (décès) | Louis Victor Gaspard Pagnerre (1818-1887)                      |             | Maire de Sancourt                                                                                           |
| 1886                                     |              | Gustave Bourgeois                                              | Républicain | Maire de Saint-Denis-le-Ferment                                                                             |
| 1892                                     |              | Désiré Noël Augustin Tournant-Lafosse                          | Républicain | Maire de Gisors                                                                                             |
|                                          |              | M. Heubert                                                     | Rad.        | |
| 1910                                     | 1919         | Pierre Champy                                                  | Libéral     | Propriétaire à Gisors                                                                                       |
| 1919                                     | 1934         | Jules-Émile Becq-Verdier                                       | RG          | Président de la société de préparation militaire, Gisors                                                    |
| 1919                                     | 1931         | M. Huvey                                                       | RG          | |
| 1931                                     | 1934         | André Murtin                                                   | SFIO        | Ingénieur, conseiller municipal puis maire de Gisors                                                        |
| 1934                                     | 1940         | René du Roux de Chevrier , Marquis de Varennes, Comte de Bueil | PDP         | Président de la fédération PDP de l'Eure, propriétaire à Gisors                                             |
| 1934                                     | 1940         | Henri Broust                                                   | Rad.        | Propriétaire à Mainneville                                                                                  |
| 1940                                     |              |                                                                |             | Les conseils d'arrondissement ont été suspendus par la loi du 12 octobre 1940 et n'ont jamais été réactivés |
| Les données manquantes sont à compléter. |              |                                                                |             | |

### Conseillers départementaux après 2015
| Période élective | Période élective | Mandat | Mandat   | Identité           | Nuance | Nuance | Qualité |
| ---------------- | ---------------- | ------ | -------- | ------------------ | ------ | ------ | --- |
| 2015             | 2021             | 2015   | 2021     | Perrine Forzy      |        | UDI    | Maire de Gamaches-en-Vexin (1995-2020) Présidente de la Communauté de communes du Vexin Normand jusqu'en 2020 10e vice-présidente du Conseil départemental chargée de l’autonomie, des personnes âgées,                                                                                |
| 2015             | 2021             | 2015   | 2021     | Alexandre Rassaërt |        | LR     | Maire de Gisors 9e vice-président du Conseil départemental chargé de la jeunesse, de la vie associative, des sports, de la culture et des relations internationales - Premier Secrétaire du Conseil départemental. Président de la Communauté de communes du Vexin Normand depuis 2020 |
| 2021             | 2028             | 2021   | en cours | Angèle Delaplace   |        | DIV    | Infirmière, Morgny (SE) |
| 2021             | 2028             | 2021   | en cours | Alexandre Rassaërt |        | DVD    | Maire LR puis DVD de Gisors, Président de la Communauté de communes du Vexin Normand 5ème Vice-Président du conseil départemental, chargé de la culture, du patrimoine, de la lecture publique, des archives et des relations internationales                                          |

### Résultats détaillés

#### Élections de mars 2015
À l'issue du 1er tour des élections départementales de 2015, deux binômes sont en ballottage : Fabienne Delacour et Vincent Taillieu (FN, 36,45 %) et Perrine Forzy et Alexandre Rassaërt (Union de la Droite, 33,79 %). Le taux de participation est de 48,1 % (10 407 votants sur 21 635 inscrits) contre 50,53 % au niveau départemental et 50,17 % au niveau national.
Au second tour, Perrine Forzy et Alexandre Rassaërt (Union de la Droite) sont élus avec 55,19 % des suffrages exprimés et un taux de participation de 48,15 % (5 160 voix pour 10 417 votants et 21 635 inscrits).

#### Élections de juin 2021
Le premier tour des élections départementales de 2021 est marqué par un très faible taux de participation (33,26 % au niveau national). Dans le canton de Gisors, ce taux de participation est de 33,42 % (7 370 votants sur 22 055 inscrits) contre 33,02 % au niveau départemental. À l'issue de ce premier tour, deux binômes sont en ballottage : Angèle Delaplace et Alexandre Rassaërt (Divers, 51,48 %) et Anthony Auger et Isabelle Fichet-Boyle (Union à gauche, 25,64 %).
Le second tour des élections est marqué une nouvelle fois par une abstention massive équivalente au premier tour. Les taux de participation sont de 34,3 % au niveau national, 32,76 % dans le département et 33,08 % dans le canton de Gisors. Angèle Delaplace et Alexandre Rassaërt (Divers) sont élus avec 67,14 % des suffrages exprimés (4 622 voix pour 7 300 votants et 22 066 inscrits),,.
Alexandre Rassaërt a annoncé qu'il quittait LR le 11 avril 2022.

## Composition

### Composition avant 2015
Le canton de Gisors regroupait dix-huit communes.
| Nom                    | Code Insee | Codepostal | Superficie (km2) | Population (dernière pop. légale) | Densité (hab./km2) |
| ---------------------- | ---------- | ---------- | ---------------- | --------------------------------- | ------------------ |
| Gisors (chef-lieu)     | 27284      | 27140      | 16,67            | 11 283 (2012)                     | 677                |
| Amécourt               | 27010      | 27140      | 6,01             | 177 (2012)                        | 29                 |
| Authevernes            | 27026      | 27420      | 8,15             | 366 (2012)                        | 45                 |
| Bazincourt-sur-Epte    | 27045      | 27140      | 11,00            | 744 (2012)                        | 68                 |
| Bernouville            | 27059      | 27660      | 6,12             | 306 (2012)                        | 50                 |
| Bézu-Saint-Éloi        | 27067      | 27660      | 11,42            | 1 475 (2012)                      | 129                |
| Bouchevilliers         | 27098      | 27150      | 4,31             | 73 (2012)                         | 17                 |
| Dangu                  | 27199      | 27720      | 7,97             | 608 (2012)                        | 76                 |
| Guerny                 | 27304      | 27720      | 6,03             | 165 (2012)                        | 27                 |
| Hébécourt              | 27324      | 27150      | 11,24            | 593 (2012)                        | 53                 |
| Mainneville            | 27379      | 27150      | 8,14             | 435 (2012)                        | 53                 |
| Martagny               | 27392      | 27150      | 4,38             | 139 (2012)                        | 32                 |
| Mesnil-sous-Vienne     | 27405      | 27150      | 5,72             | 125 (2012)                        | 22                 |
| Neaufles-Saint-Martin  | 27426      | 27830      | 9,07             | 1 193 (2012)                      | 132                |
| Noyers                 | 27445      | 27720      | 5,37             | 278 (2012)                        | 52                 |
| Saint-Denis-le-Ferment | 27533      | 27140      | 18,01            | 509 (2012)                        | 28                 |
| Sancourt               | 27614      | 27150      | 6,63             | 165 (2012)                        | 25                 |
| Vesly                  | 27682      | 27870      | 11,96            | 690 (2012)                        | 58                 |

### Composition à partir de 2015
Le nouveau canton de Gisors comprend trente-quatre communes entières.
| Nom                            | Code Insee | Intercommunalité    | Superficie (km2) | Population (dernière pop. légale) | Densité (hab./km2) | Modifier                                    |
| ------------------------------ | ---------- | ------------------- | ---------------- | --------------------------------- | ------------------ | ------------------------------------------- |
| Gisors (bureau centralisateur) | 27284      | CC du Vexin Normand | 16,67            | 12 395 (2022)                     | 744                | modifier les données · modifier les données |
| Amécourt                       | 27010      | CC du Vexin Normand | 6,01             | 174 (2022)                        | 29                 | modifier les données · modifier les données |
| Authevernes                    | 27026      | CC du Vexin Normand | 8,15             | 466 (2022)                        | 57                 | modifier les données · modifier les données |
| Bazincourt-sur-Epte            | 27045      | CC du Vexin Normand | 11,00            | 780 (2022)                        | 71                 | modifier les données · modifier les données |
| Bernouville                    | 27059      | CC du Vexin Normand | 6,12             | 317 (2022)                        | 52                 | modifier les données · modifier les données |
| Bézu-Saint-Éloi                | 27067      | CC du Vexin Normand | 11,42            | 1 616 (2022)                      | 142                | modifier les données · modifier les données |
| Chauvincourt-Provemont         | 27153      | CC du Vexin Normand | 10,83            | 393 (2022)                        | 36                 | modifier les données · modifier les données |
| Coudray                        | 27176      | CC du Vexin Normand | 7,78             | 217 (2022)                        | 28                 | modifier les données · modifier les données |
| Dangu                          | 27199      | CC du Vexin Normand | 7,97             | 542 (2022)                        | 68                 | modifier les données · modifier les données |
| Doudeauville-en-Vexin          | 27204      | CC du Vexin Normand | 5,85             | 265 (2022)                        | 45                 | modifier les données · modifier les données |
| Étrépagny                      | 27226      | CC du Vexin Normand | 20,38            | 3 677 (2022)                      | 180                | modifier les données · modifier les données |
| Farceaux                       | 27232      | CC du Vexin Normand | 7,56             | 343 (2022)                        | 45                 | modifier les données · modifier les données |
| Gamaches-en-Vexin              | 27276      | CC du Vexin Normand | 8,68             | 290 (2022)                        | 33                 | modifier les données · modifier les données |
| Guerny                         | 27304      | CC du Vexin Normand | 6,03             | 155 (2022)                        | 26                 | modifier les données · modifier les données |
| Hacqueville                    | 27310      | CC du Vexin Normand | 9,81             | 403 (2022)                        | 41                 | modifier les données · modifier les données |
| Hébécourt                      | 27324      | CC du Vexin Normand | 11,24            | 634 (2022)                        | 56                 | modifier les données · modifier les données |
| Heudicourt                     | 27333      | CC du Vexin Normand | 10,73            | 723 (2022)                        | 67                 | modifier les données · modifier les données |
| Longchamps                     | 27372      | CC du Vexin Normand | 15,43            | 685 (2022)                        | 44                 | modifier les données · modifier les données |
| Morgny                         | 27417      | CC du Vexin Normand | 17,37            | 663 (2022)                        | 38                 | modifier les données · modifier les données |
| Mouflaines                     | 27420      | CC du Vexin Normand | 3,75             | 162 (2022)                        | 43                 | modifier les données · modifier les données |
| Neaufles-Saint-Martin          | 27426      | CC du Vexin Normand | 9,07             | 1 306 (2022)                      | 144                | modifier les données · modifier les données |
| La Neuve-Grange                | 27430      | CC du Vexin Normand | 5,09             | 389 (2022)                        | 76                 | modifier les données · modifier les données |
| Nojeon-en-Vexin                | 27437      | CC du Vexin Normand | 13,02            | 347 (2022)                        | 27                 | modifier les données · modifier les données |
| Noyers                         | 27445      | CC du Vexin Normand | 5,37             | 251 (2022)                        | 47                 | modifier les données · modifier les données |
| Puchay                         | 27480      | CC du Vexin Normand | 13,93            | 609 (2022)                        | 44                 | modifier les données · modifier les données |
| Richeville                     | 27490      | CC du Vexin Normand | 3,92             | 266 (2022)                        | 68                 | modifier les données · modifier les données |
| Saint-Denis-le-Ferment         | 27533      | CC du Vexin Normand | 18,01            | 502 (2022)                        | 28                 | modifier les données · modifier les données |
| Sainte-Marie-de-Vatimesnil     | 27567      | CC du Vexin Normand | 7,35             | 268 (2022)                        | 36                 | modifier les données · modifier les données |
| Sancourt                       | 27614      | CC du Vexin Normand | 6,63             | 171 (2022)                        | 26                 | modifier les données · modifier les données |
| Saussay-la-Campagne            | 27617      | CC du Vexin Normand | 5,00             | 532 (2022)                        | 106                | modifier les données · modifier les données |
| Le Thil                        | 27632      | CC du Vexin Normand | 4,24             | 594 (2022)                        | 140                | modifier les données · modifier les données |
| Les Thilliers-en-Vexin         | 27633      | CC du Vexin Normand | 1,57             | 493 (2022)                        | 314                | modifier les données · modifier les données |
| Vesly                          | 27682      | CC du Vexin Normand | 11,96            | 621 (2022)                        | 52                 | modifier les données · modifier les données |
| Villers-en-Vexin               | 27690      | CC du Vexin Normand | 6,29             | 313 (2022)                        | 50                 | modifier les données · modifier les données |
| Canton de Gisors               | 2713       |                     | 314,23           | 31 562 (2022)                     | 100                | modifier les données                        |

## Démographie

### Démographie avant 2015
| 1962   | 1968   | 1975   | 1982   | 1990   | 1999   | 2006   | 2011   | 2012   |
| ------ | ------ | ------ | ------ | ------ | ------ | ------ | ------ | ------ |
| 11 141 | 11 881 | 12 770 | 13 834 | 15 600 | 17 860 | 18 934 | 19 492 | 19 324 |

### Démographie depuis 2015
En 2022, le canton comptait 31 562 habitants, en évolution de +2,57 % par rapport à 2016 (Eure : −0,25 %, France hors Mayotte : +2,11 %).
| 2013   | 2018   | 2022   |
| ------ | ------ | ------ |
| 29 891 | 30 722 | 31 562 |